# Diosa Canales

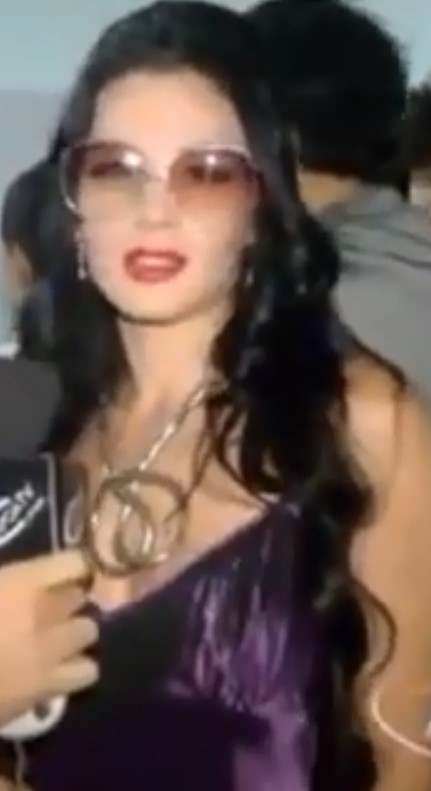

Diosa Canales (nascida em 11 de janeiro de 1987 em El Tigre, Venezuela) é uma cantora, modelo e atriz da Venezuela.
Foi a criadora do álbum La Bomba Sexy Venezuela, em um estilo descrito como sendo uma fusão de merengue com reggaeton.
Também é famosa por frequentemente fazer promessas de posar nua se a seleção de futebol da Venezuela vencer as partidas.